# Szabla kawaleryjska M1913
Szabla kawaleryjska M1913 (ang. Model 1913 Cavalry Saber; pot. szabla Pattona, ang. Patton Saber) – amerykański kawaleryjski pałasz (popularnie, lecz błędnie nazywany szablą). Zaprojektowany w 1913 roku przez porucznika (późniejszego generała) George’a Pattona. Do 1919 roku wyprodukowano około 128 tysięcy sztuk tej broni.
Na początku XX wieku United States Army zdecydowała się wymienić model szabli kawalerii, który był używany od 1861 roku. Patton, utalentowany szermierz, który brał udział w Letnich Igrzyskach Olimpijskich 1912 w Sztokholmie i trenował w Europie, gdzie doskonalił swój atak agresywnymi pchnięciami, zaprojektował całkowicie nową broń i przygotował szczegółowy podręcznik szkoleniowy dotyczący jej użycia.

## Opis
Konstrukcyjnie broń ta jest pałaszem, a nie szablą, ponieważ wykorzystuje prostą, a nie zakrzywioną głownię. Opiera się na brytyjskim pałaszu M1908 i na wnioskach, jakie Patton wyniósł z opisów bitew wojen napoleońskich.
Głownia prosta, obosieczna i zwężająca się ku sztychowi, wykonana z kutej stali. Ma centralnie położone zbrocze, na sztychu przechodzące w grań. Rękojeść wykonana jest z twardej czarnej gumy, natomiast kosz ochronny z blachy stalowej. Pochwa wykonana z drewna orzesznikowego pokryta jest surową skórą, a następnie wodoodpornym płótnem w kolorze oliwkowym, tkanym w celu wyeliminowania szwów. Broń ta wyważona jest znacznie bliżej rękojeści niż typowe szable kawaleryjskie, co zgodnie z zamiarami Pattona przystosowuje ją głównie do zadawania pchnięć zamiast cięć.

## Zastosowanie
Pałasz Pattona nie spełnił swojej roli jako broń bojowa. Na początku zaangażowania Stanów Zjednoczonych w I wojnę światową kilka jednostek kawalerii amerykańskiej uzbrojonych w pałasze Pattona zostało wysłanych na front, ale zostały powstrzymane ogniem karabinów i karabinów maszynowych, zanim dotarły do niemieckich okopów. Tuż przed wybuchem II wojny światowej podjęto decyzję o umieszczeniu większości pałaszy Pattona w wojskowych magazynach i używaniu ich wyłącznie jako broni paradnej. Niektóre pałasze pocięto na części i zrobiono z nich noże bojowe dla żołnierzy i partyzantów w okupowanych krajach – dostarczaniem noży dla partyzantki zajmowało się Biuro Służb Strategicznych (OSS).